# SRタンパク質

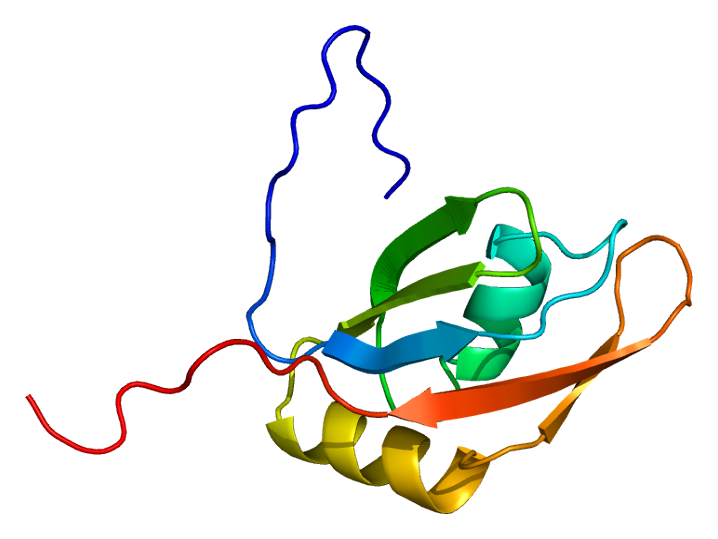
マウスのSRタンパク質Sfrs9のRRMドメインの溶液構造

SRタンパク質（SRタンパクしつ、英: SR protein）は、RNAスプライシングに関与する、保存性の高いタンパク質ファミリーである。SRタンパク質という名称は、セリン（S）とアルギニン（R）のアミノ酸残基からなる長いリピート配列を持つタンパク質ドメインを含んでいることに由来する。SRタンパク質は200–600アミノ酸からなるタンパク質で、RNA認識モチーフ（RRM）領域とRSドメインと呼ばれる2つのドメインから構成される。SRタンパク質は細胞質よりも細胞核に多く存在するが、SRタンパク質のいくつかは核と細胞質の間を往復（シャトリング）することが知られている。
SRタンパク質は1990年代にショウジョウバエDrosophilaと両生類の卵母細胞で発見され、後にヒトでも発見された。一般的に、後生動物はSRタンパク質を持っており、単細胞生物はSRタンパク質を持っていないようである。
SRタンパク質は、構成的スプライシングと選択的スプライシング、mRNAの核外輸送、ゲノムの安定化、ナンセンス変異依存mRNA分解機構（NMD）、翻訳に重要である。SRタンパク質はpre-mRNA上の異なるスプライス部位を選択し、選択的スプライシングによって1つのpre-mRNA鎖から複数のmRNA転写産物を作り出す。スプライシングの完了後、SRタンパク質はmRNAに結合したままmRNAの核外輸送を補助する場合がある。SRタンパク質は、RNAポリメラーゼIIによるDNAからRNAへの転写中に新生pre-mRNA鎖に結合し、pre-mRNAがDNA鎖に結合することを防ぐことでゲノムの安定性を増大させる。また、SRタンパク質はトポイソメラーゼIとも相互作用する。特定のmRNAに対し、SRタンパク質はNMDの標的となるコドンを含むエクソンを組み込むことで、タンパク質への翻訳が正しく行われるmRNAの濃度を制御する。SRタンパク質は自身のmRNA転写産物に対してもそうした制御を行い、SRタンパク質の濃度を自己調節する。SRタンパク質は、mTOR経路やポリソームと相互作用することでmRNAの翻訳を増加させる。
毛細血管拡張性運動失調症、神経線維腫症1型、数種類のがん、HIV-1感染、脊髄性筋萎縮症、これらの全てがSRタンパク質による選択的スプライシングと関係している。

## 歴史
SRタンパク質は、2つの異なるモノクローナル抗体を用いて独立に発見された。1つ目の抗体mAb104によって、両生類の核内に存在するSRタンパク質が発見された。mAb104はSRタンパク質のC末端ドメインのリン酸化エピトープに結合する。また、mAb104はRNAポリメラーゼIIによる転写が活発に行われている部位にも結合する。この抗体によって、4つのSRタンパク質（SRp20、SRp40、SRp55、SRp75）が同定され、これらが脊椎動物と無脊椎動物の間で保存されていることが示された。2つ目の抗体B52はショウジョウバエで用いられた。この抗体で検出されたタンパク質はスプライシング因子SF2/ASFと極めて近縁であり、RNAとDNAの双方に結合した。ショウジョウバエでのSRタンパク質の発見によって、3つのSRタンパク質SWAP（suppressor of white apricot）、Tra（transformer）、Tra2（transformer 2）の存在が明らかになった。

## 遺伝子の例
次に挙げる12個のヒト遺伝子がスプライシングに関与するSRタンパク質をコードしている。
| 遺伝子 | 別名                                             | タンパク質                              | 遺伝子座 |
| ------ | ------------------------------------------------ | --------------------------------------- | -------- |
| SRSF1  | SFRS1; ASF; SF2; SF2p33; SFRS1; SRp30a           | Serine/arginine-rich splicing factor 1  | 17q22    |
| SRSF2  | SFRS2; PR264; SC-35; SC35; SFRS2; SFRS2A; SRp30b | Serine/arginine-rich splicing factor 2  | 17q25    |
| SRSF3  | SFRS3; SRp20                                     | Serine/arginine-rich splicing factor 3  | 6p21     |
| SRSF4  | SFRS4; SRP75                                     | Serine/arginine-rich splicing factor 4  | 1p35     |
| SRSF5  | HRS; SFRS5; SRP40                                | Serine/arginine-rich splicing factor 5  | 14q24    |
| SRSF6  | B52; SFRS6; SRP55                                | Serine/arginine-rich splicing factor 6  | 20q13    |
| SRSF7  | 9G8; AAG3; SFRS7                                 | Serine/arginine-rich splicing factor 7  | 2p22     |
| SRSF8  | SFRS2B; SRp46 (human only)                       | Serine/arginine-rich splicing factor 8  |          |
| SRSF9  | SFRS9; SRp30c                                    | Serine/arginine-rich splicing factor 9  | 12q24    |
| SRSF10 | TASR1; SRp38; SRrp40; SFRS13A                    | Serine/arginine-rich splicing factor 10 |          |
| SRSF11 | NET2; SFRS11; dJ677H15.2; p54                    | Serine/arginine-rich splicing factor 11 | 1p31     |
| SRSF12 | SRrp35; SFRS13B                                  | Serine/arginine-rich splicing factor 12 |          |

## 構造
SRタンパク質の特徴は、RSドメインと少なくとも1つのRRMが存在することである。RRMは一般的にN末端付近に位置する。RSドメインはSRタンパク質のC末端付近に位置する。RSドメインはSRタンパク質のタンパク質間相互作用を調節する。配列解析に基づくとSRタンパク質は天然変性タンパク質であり、RSドメインは安定した構造を持たないと考えられている。RSドメインのアルギニンとセリンからなる8つのリピートは、セリンがリン酸化されていないときにはアルギニンを外へ出したらせん型となるが、セリンがリン酸化された状態では「鉤爪」型の構造を形成する。
SRタンパク質は複数のRRMドメインを持っていることもある。2つ目のRRMドメインはRNA認識モチーフホモログ（RRMH）と呼ばれる。RRMドメインはSRタンパク質のN末端付近に位置している。RRMドメインはエクソン性スプライシングエンハンサー配列に結合し、SRタンパク質のRNA相互作用を媒介する。SRSF1のRRMドメインがRNA結合フォールドをとることは、NMRによって明らかにされている。RRMドメインはリン酸化されたRSドメインの保護を行う可能性もあり、RSドメインがRRMドメインへ収まることが示唆されている。

## 局在と移行
SRタンパク質は細胞質と核内の核スペックルに存在するが、大部分は核内に存在する。SRタンパク質の局在はRSドメインのリン酸化に依存している。RSドメインのリン酸化によってSRタンパク質は核内へ移行し、とどまりつづける。RSドメインの部分的な脱リン酸化によって核を離れ、細胞質にはリン酸化されていない状態で存在する。
SRタンパク質は、クロマチン間顆粒とperichromatin fibrilと呼ばれる2つの異なるタイプの核スペックルに位置している。クロマチン間顆粒は、pre-mRNAスプライシングに関与するタンパク質の貯蔵と再集合が行われる場所である。Perichromatin fibrilは遺伝子の転写が行われている領域で、SRタンパク質は転写と共役したスプライシングを行うためRNAポリメラーゼIIに結合している。
核へのSRタンパク質の局在には、2つのプロテインキナーゼが関与していると考えられている。SRPK1（SR protein kinase 1）は、細胞質に位置するSRタンパク質のRSドメインのN末端領域に結合し、10–12ヶ所のセリン残基をリン酸化する。リン酸化されたSRタンパク質は核へ移動し、その後核スペックルへ移行する。2つ目のプロテインキナーゼCLK1はSRタンパク質のRSドメインの残りのセリン残基をリン酸化し、SRタンパク質は核スペックルから出て転写共役スプライシングのためにRNAポリメラーゼIIに結合するようになる。
SRタンパク質の核外への移動は異なる機構で制御されている。核から出ないSRタンパク質はnonshuttling SR protein（ノンシャトリングSRタンパク質）、核から出るSRタンパク質はshuttling SR protein（シャトリングSRタンパク質）と呼ばれている。SRp20（SRFS3）と9G8（SRFS7）は哺乳類のシャトリングSRタンパク質の例である。どちらもポリアデニル化されたRNAを認識して結合し、輸送を行う。核外への輸送が起こらないノンシャトリングSRタンパク質のほとんどには核保持シグナルが存在している。シャトリングSRタンパク質は、核外への輸送のために核外輸送因子TAPに結合する。また、RRMドメインのアルギニン残基のメチル化もSRタンパク質の核外輸送に関与している可能性がある。

## 機能
SRタンパク質は、構成的・選択的スプライシング、mRNA輸送、ゲノム安定化、ナンセンス変異依存mRNA分解、翻訳に関与していることが示されている。

### スプライシング
SRタンパク質がRNA転写産物の選択的スプライシングを開始する最初の段階は、RNAポリメラーゼIIの大サブユニットのC末端ドメイン（CTD）への結合である。CTDは、YSPTSPSの7ペプチドからなる保存されたリピート配列で構成される。RNAポリメラーゼIIのCTDのリン酸化状態は転写の状態によって異なる。転写開始前はCTDのリン酸化レベルは低いが、その後の開始と伸長過程の間に高リン酸化状態となる。SRタンパク質のRSドメインは転写伸長中の高リン酸化状態のCTDと相互作用する。
P-TEFbキナーゼがRNAポリメラーゼのリピート配列の5番目と2番目のセリン残基（Ser5とSer2）をリン酸化すると、RNAポリメラーゼIIは開始過程から伸長過程に移行する。P-TEFbのキナーゼ要素で、Ser2のリン酸化を行うCDK9とSRタンパク質が相互作用を行う。SRタンパク質がRNAポリメラーゼIIに配置されることにより、SRタンパク質は新生RNA鎖を「見る」ことができるようになる。その後、SRタンパク質はRNAポリメラーゼIIからpre-mRNA転写産物へ移動する。
新生RNA転写産物に移動すると、SRタンパク質はスプライソソームの形成を促進する。SRタンパク質はU1 snRNPとU2AF snRNPの新生RNA転写産物への結合を促進することでスプライソソームの形成を開始する。SRタンパク質は、U2によるイントロンの分枝部位（branch site）の認識と結合も助け、その後のU4/U6、U5 snRNPのリクルートも助ける。
SR1タンパク質は選択的スプライシングにおけるスプライス部位の選択に重要である。SRタンパク質はイントロンとエクソンに存在するエンハンサーとサイレンサーを認識する。SRタンパク質は他のSR様タンパク質とともにRNA転写産物のエクソン性スプライシングエンハンサー（ESE）を選択し、その上流に近接する分枝部位へU2 snRNPを結合させることで、特定の3'スプライス部位でスプライソソームの形成を引き起こす。
SRタンパク質の持つ選択的スプライシング促進活性は、hnRNPのものと対照的である。hnRNPはエクソン性スプライシングサイレンサー（ESS）へ結合し、エクソンの組み込みを阻害するスプライシングリプレッサーである。SRタンパク質とhnRNPはエクソンに存在するESEとESSの配列への結合をめぐって競合する。結合は細胞内に存在するSRタンパク質とhnRNPの濃度によって決定される。細胞のSRタンパク質濃度が高い場合、SRタンパク質のESEへの結合はhnRNPのESSへの結合よりも起こりやすくなる。細胞のhnRNP濃度が高い場合は、hnRNPのESSへの結合がSRタンパク質のESEへの結合に打ち勝つ。
SRタンパク質は拮抗的に機能する場合があり、互いにESEへの結合をめぐって競合する。スプライシングバリアントの選択がSRタンパク質の相対的比率に依存していることを示唆する結果も存在する。SRタンパク質には冗長性が存在するようである。線虫Caenorhabditis elegansでの、RNAiによるSRタンパク質のノックダウンでは明確な表現型がみられないことが示されている。特定のSRタンパク質がノックダウンされた後は、他の異なるSRタンパク質によってノックダウンされたSRタンパク質の機能が補われる。特定のSRタンパク質の活性は、特定の組織または発生段階で重要となる。

#### エクソン依存的な役割
SRタンパク質は、pre-mRNA転写産物のエクソン中の特定のESEのピリミジン配列へU2AF35とU2AF65をリクルートし、上流に存在する選択的3'スプライス部位の選択が行われる。
SRタンパク質はスプライス部位の上流のESEに結合し、下流の5'スプライス部位を選択することもある。想定されている機構は、SRタンパク質が上流のESEに結合し、U1-70Kとの相互作用によってU1を5'スプライス部位へリクルートし、選択的5'スプライス部位の選択が行われるというものである。
構成的スプライシングでは、SRタンパク質はU2AFとU1-70Kに結合し、スプライソソームの2つの構成要素の間を橋渡しすることで3'、5'スプライス部位の目印をつける。構成的スプライシングが起こるエクソンには多くの異なるSRタンパク質の結合配列が存在し、それらが構成的スプライシングのエンハンサーとして機能する。選択的スプライシングと構成的スプライシングの差異は、選択的スプライシングの際にはスプライス部位の選択が何らかの調節を受けるという点である。

#### エクソン非依存的な役割
SRタンパク質にはエクソン非依存的と呼ばれる役割が存在し、その機能を発揮するためにエクソンへの結合が必要であるかどうかが解明されていない。SRタンパク質は、同時にpre-mRNA転写産物に結合せずとも、3'スプライス部位に結合したU1と5'スプライス部位に結合したU2AFに結合することができる。このようなU1とU2を橋渡しする相互作用はクロスイントロン相互作用（cross-intron interaction）と呼ばれる。SRタンパク質は、U4/U6·U5 tri-snRNP構成タンパク質中のRSドメインと相互作用することにより、tri-snRNPをリクルートしてスプライソソーム複合体を成熟させる。

### mRNAの核外輸送
SRタンパク質には、核-細胞質間のシャトリングを行うものと行わないものがある。SRタンパク質の一部はRNAの核外輸送因子TAPに結合し、RNAを核外へ搬出する。SRタンパク質のシャトリングはRSドメインのリン酸化状態によって決定される。高リン酸化状態のSRタンパク質はpre-mRNA転写産物に結合するが、転写の過程で部分的に脱リン酸化されてTAPと相互作用するようになる。そのためRSドメインのリン酸化状態によって、転写と共役したスプライシングの後、ｍRNPの成熟過程でSRタンパク質がRNA転写産物へ結合したままであるかどうかが決定される。RSドメインがリン酸化されたままであれば、SRタンパク質は核から細胞質へ移行しない。リン酸化されたSRタンパク質はmRNA転写産物から選り分けられ、リン酸化されたSRタンパク質の輸送が防がれる。RSドメインが部分的に脱リン酸化されると、SRタンパク質は核から細胞質へ移行する。RRMドメインのアルギニン残基のメチル化や電荷もｍRNAに結合したSRタンパク質の核外輸送に関与する。

### ゲノム安定化
SRタンパク質は、転写が活発に行われているDNA鎖がRループを形成するのを防ぐことでゲノムの安定性を増大させる。SRタンパク質SC35は、RNAポリメラーゼIIの最大サブユニットのリン酸化されたCTDに結合する。RNAポリメラーゼIIが新生RNA鎖の合成を開始すると、SRタンパク質はRNAポリメラーゼIIのCTDから新生RNA鎖へ移動する。このSRタンパク質の移動は、鋳型DNA鎖に対して相補的な新生RNA鎖が結合しRループが形成されるのを防ぐ役割がある。
SRタンパク質は、転写の際にトポイソメラーゼI（Topo I）とも相互作用する。Topo IのDNAへの結合は、転写によって形成される超らせん構造を緩和する。Topo IがDNAに結合していないときには、SRタンパク質SF2/ASFをリン酸化することができる。Topo IとSF2/ASFは、転写伸長中にSF2/ASFが低リン酸化状態となったときに結合する。転写伸長中に低リン酸化状態となったSRタンパク質はRNAポリメラーゼIIに対する親和性が低下し、SF2/ASFのTopo Iへの移動が引き起こされる。Topo IがSF2/ASFと複合体を形成した際にはDNA超らせんの解消が起こらなくなり、転写伸長が停止する。Topo IがSF2/ASFをリン酸化することでSRタンパク質のRNAポリメラーゼIIに対する親和性が増大し、SF2/ASFがTopo IからRNAポリメラーゼIIへ戻ることで伸長が継続される。

### ナンセンス変異依存分解
SRタンパク質はpre-mRNA転写産物の選択的スプライシングによって、ナンセンス変異依存mRNA分解機構（NMD）の標的となるコドンをmRNAへ組み込むことができる。細胞内でのNMDの最も一般的な標的は選択的スプライシングを受けたｍRNAである。pre-mRNAに重複した5'スプライス部位が存在し、SRタンパク質が過剰発現している場合に、NMDはアップレギュレーションされる。スプライシングの際にNMDコドンを含むスプライスバリアントが選択されやすくなり、さらに下流の翻訳過程はNMDに対して感受性が高くなる。選択的スプライシングを受けたmRNAの30%近くがNMDによって分解されていると推定されている。SRタンパク質の細胞内濃度は、SRタンパク質のpre-mRNA中のNMDコドンによって自己調節されている。例えば、SRタンパク質SC35は選択的スプライシングによってNMDコドンがmRNAに組み込まれる。pre-mRNA鎖のどの部位にSRタンパク質が結合するか、そしてどのSRタンパク質が結合するかによって細胞内でのNMD活性が決定される。

### 翻訳
SRタンパク質は直接的・間接的に翻訳にも影響を与える。SRタンパク質SF2/ASFはMNK2の転写産物の選択的スプライシングを行う。MNK2は翻訳開始に関与するキナーゼであり、SF2/ASFのレベルが高いときに産生されるMNK2のアイソフォームは、MAPK非依存的にeIF4Eをリン酸化し5'キャップ依存的な翻訳を増加させる。SF2/ASFはmTOR経路の構成要素、特にS6K1をリクルートする。SF2/ASFは、キャップ依存的な翻訳を増加させる、がん原性形態のS6K1を作り出す。またSF2/ASFはポリソームとも相互作用し、mTOR経路の構成要素をリクルートすることによってmRNAのタンパク質への翻訳に直接影響を与える。SF2/ASFはS6K1を介してRPS6とeIF4Bのリン酸化を増大させる。9G8はウイルスのconstitutive transport elementを含むスプライシングを受けていないmRNAの翻訳を増加させる。

## 疾患
SRタンパク質の選択的スプライシング活性によって遺伝的多様性は増大するが、スプライシングはmRNA鎖の変異にもつながる。pre-mRNAの変異はSRタンパク質による正しいスプライス部位の選択に影響を与える。SRタンパク質による選択的スプライシングは、毛細血管拡張性運動失調症、神経線維腫症1型、数種類のがん、HIV-1感染、脊髄性筋萎縮症と関係している。

### がん
SRタンパク質のいくつかはがんへの関与が示唆されている。SF2/ASF、SC35、SRp20のレベルの上昇は、乳がんと卵巣がんの発症と関係している。また、SF2/ASFは肺、腎臓、肝臓の腫瘍でアップレギュレーションされている。SF2/ASFをコードするSRSF1遺伝子はがん原遺伝子であることが知られている。BRCA1のESE配列の変異は異常なエクソンスキッピングと関連付けられており、SF2/ASFがESEを認識できなくなることによってエクソンがスキップされる。

### HIV
3つのSRタンパク質 SRp75、SF2/ASF、SRp40がHIV-1への関与が示唆されている。3つのタンパク質はすべてウイルスのpre-mRNAの選択的スプライシングに重要である。また、HIVは細胞内の特定のSRタンパク質の濃度を変化させる。HIV感染に対する新たな治療薬として、特定のSRタンパク質を標的として細胞内でのウイルス増幅を防ぐ薬剤の探索が行われている。治療法の1つは、SRタンパク質によるHIV-1の調節タンパク質の3'スプライス部位の選択を防ぐことで行われている。

### 脊髄性筋萎縮症
脊髄性筋萎縮症はSMN1遺伝子中でのシトシンからチミンへのトランジションによって引き起こされる。トランジション変異の結果、SMN1遺伝子のエクソン7はスプライシングによってスキップされる。エクソンは2つの理由によってスキップされる。1つ目の理由は変異によってSF2/ASFがESEを正しく認識できなくなるためであり、2つ目の理由は変異によってhnRNPが結合してスプライシングを防ぐESSが形成されるためである。